# ماکان پسر کاکی
ماکان کاکی (متوفی ۲۱ ربیع‌الاول ۳۲۹ هجری) یک رهبر نظامی دیلمی فعال در شمال ایران (خصوصاً طبرستان و خراسان) در اوایل سده دهم میلادی بود. او بر طبرستان نفوذ یافت و آن سرزمین را هم به زیر فرمانروایی خود آورد. او همچنین توانست مدتی سرزمین‌های کرمان، نیشابور و ری را کنترل کند.

## زندگی
خاندان ماکان از حاکمان اشکور در رانکوه، واقع در شرق گیلان، بودند. او ابتدا به خدمت علویان طبرستان رفت و پس از اختلاف میان سرداران این دودمان، یکی از فرماندهان ارتش علوی، به نام اسفار بن شیرویه، علیه داعی صغیر شورید و جانب جعفر بن حسن بن ناصر را گرفت. برخلاف اسفار، ماکان به داعی صغیر پیوست ولی در نبرد ۳۱۶ هجری (۹۲۸ میلادی) شکست خورد و به دیلمان گریخت. با این وجود اقبال با او یار شد و در ۳۱۸ هجری (۹۳۰ میلادی) با شکست اسفار از مرداویج زیاری، توانست بر طبرستان، گرگان و حتی نیشابور در خراسان مسلط گردد. پس از مدتی میان او و مرداویج هم اختلاف درگرفت و او به درگاه سامانیان شتافت ولی درنهایت امیر نصر بن احمد تنها امارت کرمان را به او سپرد. پس از مدتی مجدداً قادر به بازگشت به طبرستان شد و پس از مرگ مرداویج خود را مستقل از سامانیان دانسته و با وشمگیر، برادر و جانشین مرداویج، متحد شد. امیر نصر در این هنگام ابوعلی چغانی را برای سرکوب او راهی گرگان کرد. او باز هم شکست خورد و به ری گریخت. در ۲۵ دسامبر ۹۴۰ میلادی برابر ۲۱ ربیع‌الاول ۳۲۹ هجری، در نبرد ری شکست خورد و کشته شد. خبر درگذشت او را به بخارا و بغداد فرستادند.

## درگذشت
پس از آن که در سال ۳۲۹ هجری میان او و متحدش، وشمگیر با نصر دوم سامانی نبرد ری به وقوع پیوست، او به قتل رسید و خبر درگذشت او را به بخارا و بغداد فرستادند.تیری به سر ماکان خورده و کلاهخودش را بر سرش دوخته بود؛ سر او را بریده و با همان کلاهخود به بخارا فرستادند. خبر کشته شدن او به‌وسیله کبوتر نامه‌بر که بر پایش جمله «ماکان فصار کاسمه» را بسته بودند تا سبک باشد، به نصر سامانی در بخارا رسانیده شد. توضیح آن‌که «ماکان» اگر به عنوان واژه‌ای عربی خوانده شود به معنی «نابود» است.
پس از مرگ او یکی از عموزادگانش به نام حسن فیروزان به رهبری دیلمیان تحت فرمان او دست یافت و تا پایان این قرن به فعالیت‌های نظامی و سیاسی خویش ادامه داد.

## در شعر
به گفته منصور علی اصغری، ابیاتی از ماکان کاکی در میان تاریخ یمینی باقی است که از قدیمی‌ترین شعرها به زبان طبری به شمار می‌رود.